# Antonio Carraro

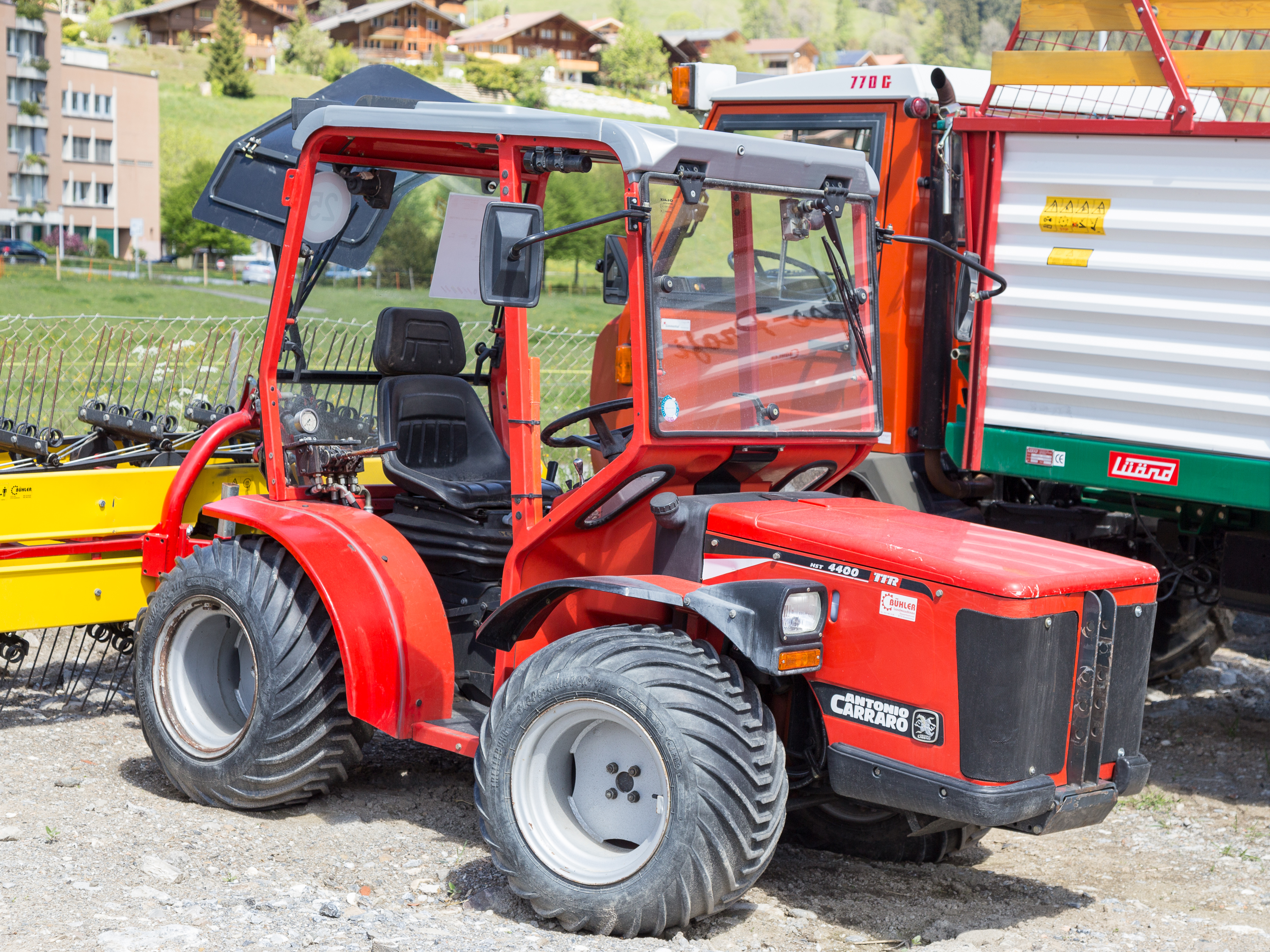
Antonio Carraro HST 4400 TTR

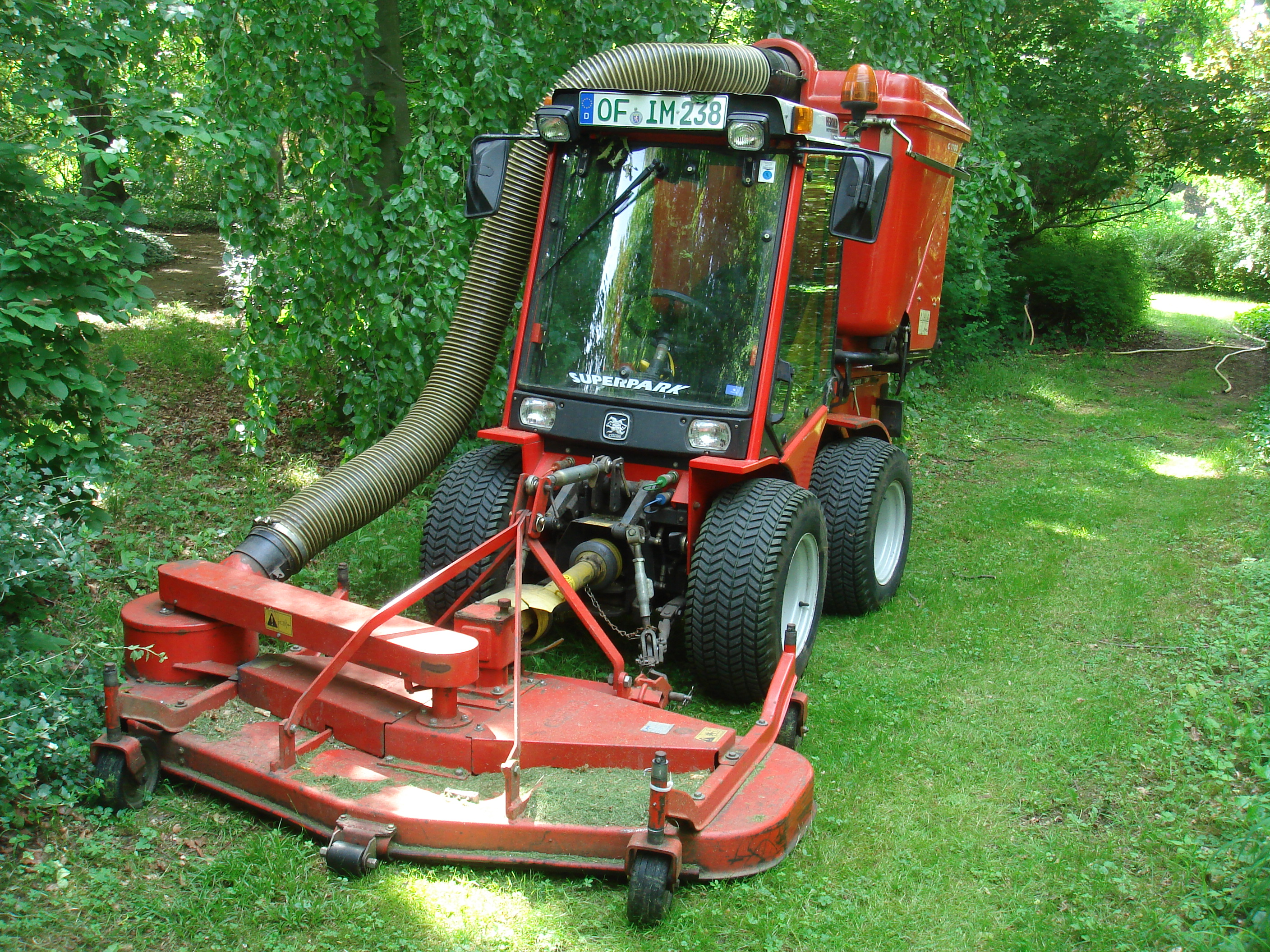
Antonio Carraro Kommunaltraktor

Die Antonio Carraro S.p.A. ist ein italienischer Traktoren- und Landmaschinenhersteller mit Sitz in Campodarsego (Provinz Padua).

## Geschichte
1910 baute der Schmied Giovanni Carraro einen Multifunktionstraktor, dieses Unternehmen firmiert heute als Carraro Spa und vertreibt seine Traktoren unter der Marke Carraro Agritalia. Sein jüngster Sohn Antonio stieg aus diesem Familienunternehmen aus und gründete 1960 die Firma Antonio Carraro di Giovanni. Der erste gebaute Einachstraktor erhielt den Namen “Scarabeo”. Das Unternehmen spezialisierte sich auf kompakte Allradtraktoren. Antonio Carraro besitzt drei Zweigstellen in Spanien, Australien und der Türkei. Derzeit verfügt das Unternehmen in den EU-Ländern und den USA über 25 angemeldete Industriepatente.

## Geschäftsbereiche
Das Unternehmen ist in die Geschäftsbereiche Tractor People, Groundcare und Dolce Vita gegliedert.
- Tractor People baut und entwickelt Kompakttraktoren
- Groundcare entwickelt und baut Kommunaltraktoren und Traktoren für die Grünpflege
- Unter dem Namen Dolce Vita baut und vertreibt Antonio Carraro kleine Traktoren und Transporter für den semiprofessionellen Bereich.

## Firmendaten
- Mitarbeiter: insgesamt 535 Beschäftigte
- Modellvielfalt: 80 Modelle von 20 bis 100 PS
- Märkte: 50 % der Verkäufe in Italien / 50 % weltweit
- Jahresleistung: 7000 Traktoren[4]